# Куликовский, Пётр Александрович
Пётр Алекса́ндрович Кулико́вский (1869, Старорусский уезд, Новгородская губерния — 2 марта 1923, Чурапча, ЯАССР) — российский террорист, правый эсер, участник Белого движения. С марта 1922 по март 1923 года — самопровозглашённый управляющий Якутской областью.

## Биография

### Ранние годы

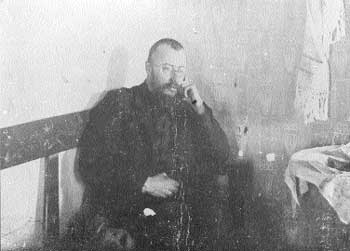
Пётр Куликовский. Фото начала XX века

Из дворянской семьи Старорусского уезда, Новгородской губернии. Получил образование в Московском учительском институте. Участвовал в студенческих выступлениях. Преподавал в Санкт-Петербургском Сергиевском городском училище. В 1903 году за революционную деятельность был выслан в Якутскую область, в селение Усть-Майское. Летом 1904 года сбежал из ссылки.
По возвращении в Санкт-Петербург примкнул к Партии эсеров, состоял в её боевой организации. Вёл наблюдение за московским генерал-губернатором великим князем Сергеем Александровичем, впоследствии убитым эсером Иваном Каляевым 4 февраля 1905 года. После убийства Сергея Александровича Куликовский сумел избежать ареста.
11 июня 1905 года был арестован, но сумел бежать из-под ареста. 28 июня того же года он убил из револьвера московского градоначальника П. П. Шувалова, придя к нему в дом на Тверском бульваре под видом посетителя. Изначально он был приговорён к повешению, но, после подачи прошения о снисхождении на «высочайшее имя», отделался бессрочными каторжными работами. Приговор был объявлен 23 июля 1905 года. 23 февраля 1906 года Куликовский прибыл в Акатуйскую каторжную тюрьму, где обучал грамоте матросов. 7 января 1911 года, после преобразования Акатуйской тюрьмы в женскую, был отправлен на поселение в Якутскую область.
В Якутии Куликовский работал в торговой фирме Громовых. Проживал в Якутске, где ставил спектакли, пользовался авторитетом у местной учащейся молодежи, занимался самообразованием. Жена и двое детей Куликовского в это время проживали в Санкт-Петербурге и на станции Парголово, испытывая материальные затруднения. Глава семьи вёл с ними переписку.

### Гражданская война

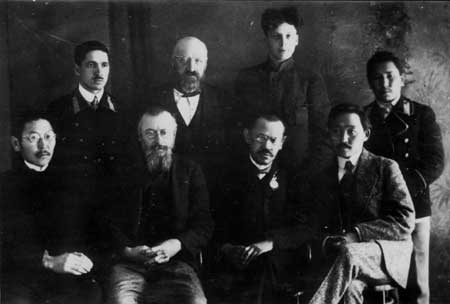
Якутские депутаты на заседании Сибирской областной Думы. Сидят (слева направо): М. Н. Тимофеев-Терёшкин, П. А. Куликовский, И. Н. Эверстов, Г. В. Ксенофонтов. Стоят (слева направо): И. М. Бланков, М. В. Сабунаев, В. М. Попов, Н. Желобцов. Томск, 1917

После Февральской революции активно участвовал в политической и общественной жизни Якутска, присутствовал на областном съезде якутов и русских крестьян трёх округов, проходившем с 26 марта по 16 апреля 1917 года. На съезде собрались представители всех политических течений и национальной интеллигенции Якутии.
В 1918 году выступал в качестве одного из якутских депутатов в Томске на заседании Сибирской областной Думы. В 1920 году был уполномоченным Областного продовольственного комитета по Нельканской волости на реке Мае. Руководил строительством дороги Нелькан — Эйкан близ Аяна, написав исследовательскую статью «Транзитная линия Аян — Нелькан — р. Мая», которая позднее была опубликована в журнале «Хозяйство Якутии».
Осенью 1921 года примкнул к антибольшевистскому белоповстанческому движению в Якутии. Заручившись решением съезда населения Аяно-Нельканского района, посетил Владивосток и Харбин, убеждая Приамурское областное правительство и генерала А. Н. Пепеляева поддержать восставших. В марте 1922 года на съезде якутских повстанцев в Чурапче провозглашено Временное Якутское областное народное управление, примерно в это же время проходит такой же съезд в Налькане, где Куликовский объявил себя «Управляющим Якутской областью». 
После взятия Амги красными у якутских повстанцев и дружинников А. Н. Пепеляева 2 марта 1923 года Куликовский был взят в плен. По словам комиссара К. К. Байкалова, покончил с собой в тот же день в лазарете, отравившись морфием. Среди русской эмиграции, однако, была распространена другая версия: как писал Владимир Зензинов, «на допросе Куликовского убил рукояткой револьвера большевистский следователь».